# 金澤岳
金澤 岳（かなざわ たけし、1984年5月5日 - ）は、栃木県大田原市出身の元プロ野球選手（捕手）。右投左打。現在は千葉ロッテマリーンズの二軍バッテリーコーチ。

## 経歴

### プロ入り前
矢板中央高等学校では2年秋から4番を打ち通算35本塁打。3年夏の県大会ベスト4が最高で、甲子園出場はなかった。
2002年11月20日に行われたドラフト会議では、千葉ロッテマリーンズから6位指名を受け、入団した。背番号は62。

### 現役時代
2007年は、二軍で71試合に出場。打率.280の好成績を残し、二軍のレギュラーを確保した。
2008年は、一軍の正捕手である里崎智也、第三捕手である田中雅彦が2人とも故障で戦線離脱した影響で一軍昇格。5月9日の東北楽天ゴールデンイーグルス戦でその里崎・田中の穴を埋めていた橋本将までもが、初回のクロスプレーでホセ・フェルナンデスにタックルを受けて負傷退場したため、2回表にプロ6年目にしてプロ初出場を果たした。その後も里崎が復帰する5月25日まで毎試合先発出場を続け、この期間中の得点圏打率は4割を超える勝負強さを発揮した。しかし、橋本交代後から里崎の復帰までに金沢が出場した12試合でチームは合計75失点と、リード面で課題を残した。
2010年は、肩の故障を抱え6試合の出場に留まったが、7打数4安打の打撃成績を残した。
2013年は、正捕手里崎智也の怪我もあり、3月29日のオリックス・バファローズとの開幕戦（QVCマリンフィールド）で、自身初の開幕先発出場を果たすと、投手8人をリードし、延長12回を2失点に抑え勝利に導いた。その後は東京ヤクルトスワローズから移籍してきた川本良平や、若手の江村直也との併用が続いたが、4月の後半ごろからバッティングが不調になってしまい、5月24日に登録抹消された。7月2日に再登録されるも、8月30日に再び登録抹消され、9月17日に一軍復帰して以降はスタメンに出る機会が増えた。この年は、最終的に自己最多となる56試合に出場したが、打率は.198、得点圏打率.176と低調だった。シーズンオフには背番号を25に変更した。
2014年は、シーズン序盤から打撃好調で、捕手だけでなく一塁の守備に就く場面も見られた。7月27日の埼玉西武ライオンズ戦（西武ドーム）では、6回に岸孝之からプロ12年目（通算300打席）にして初の本塁打を右翼へ記録した。夏場に調子を落とし、8月9日に登録抹消となって、以降は二軍でシーズンを過ごした。最終成績は、42試合の出場で打率.299と、3割に迫る打率を残した。
2015年は、前年の飛躍もあり期待されたが正捕手争いに割って入ることができず、打撃でも年間通して調子が上がらず一軍出場はなかった。二軍でも打率2割を切り、打率.199に終わった。
2016年は、開幕一軍はならず、二軍スタートだった。その後、開幕スタメンだった吉田裕太の大不振により、入れ替わる形で5月31日に同年初昇格したが、ヒットは出ず、1週間後の6月6日に登録抹消された。その後、しばらく二軍暮らしだったが、8月末に体調不良の田村龍弘に代わる形で再昇格。以後は、スタメンで出場の機会も増え、田村が復帰した後でも第二捕手としてチームに帯同したが、打率は.188だった。
2018年は、一軍出場がなく、9月27日に、現役引退を発表した。10月4日の西武戦で引退試合が行われ、6回裏に田村龍弘の代打で出場。伊藤翔から左飛に終わったが、そのまま7回表からマスクを被り、西野勇士、唐川侑己をリードした。8回裏には一死二塁の場面で打席に立ち、カイル・マーティンから空振り三振に倒れ、現役生活を終えた。試合後はチームメイトから5回胴上げされた。

### 現役引退後
10月16日、2019年からロッテの二軍バッテリーコーチを務めることが発表された。背番号は73。その後は2022年まで同職を務め、2023年からは一軍バッテリーコーチに配置転換された。2025年からは再び二軍バッテリーコーチを務める。

## 選手としての特徴・人物
高い打撃力が魅力の捕手。現役時代を通して正捕手を獲得することはできなかったが、貴重な控えとして16年間チームを支えた。
愛称は「きん」、「きんちゃん」、「きんさん」。
人格者で面倒見が良く、後輩選手からは良き兄貴分として慕われている。現役晩年は二軍で後輩の育成に尽力していた。
現役時代の最も印象に残った試合として自身初の開幕先発メンバーに選ばれ、延長12回表まで8人の投手をリードし、2失点に抑えて裏にサヨナラ勝ちを収めた2013年3月29日のオリックス戦を挙げている。

## 詳細情報

### 年度別打撃成績
| 年 度      | 球 団      | 試 合 | 打 席 | 打 数 | 得 点 | 安 打 | 二 塁 打 | 三 塁 打 | 本 塁 打 | 塁 打 | 打 点 | 盗 塁 | 盗 塁 死 | 犠 打 | 犠 飛 | 四 球 | 敬 遠 | 死 球 | 三 振 | 併 殺 打 | 打 率 | 出 塁 率 | 長 打 率 | O P S |
| ---------- | ---------- | ----- | ----- | ----- | ----- | ----- | -------- | -------- | -------- | ----- | ----- | ----- | -------- | ----- | ----- | ----- | ----- | ----- | ----- | -------- | ----- | -------- | -------- | ----- |
| 2008       | ロッテ     | 15    | 47    | 44    | 5     | 12    | 2        | 1        | 0        | 16    | 10    | 0     | 0        | 0     | 0     | 2     | 0     | 1     | 11    | 1        | .273  | .319     | .364     | .683  |
| 2009       | ロッテ     | 2     | 1     | 1     | 0     | 1     | 0        | 0        | 0        | 1     | 0     | 0     | 0        | 0     | 0     | 0     | 0     | 0     | 0     | 0        | 1.000 | 1.000    | 1.000    | 2.000 |
| 2010       | ロッテ     | 6     | 7     | 7     | 0     | 4     | 0        | 0        | 0        | 4     | 1     | 0     | 0        | 0     | 0     | 0     | 0     | 0     | 3     | 0        | .571  | .571     | .571     | 1.143 |
| 2011       | ロッテ     | 21    | 29    | 28    | 0     | 2     | 0        | 0        | 0        | 2     | 2     | 0     | 0        | 0     | 1     | 0     | 0     | 0     | 11    | 0        | .071  | .069     | .071     | .140  |
| 2012       | ロッテ     | 13    | 17    | 16    | 0     | 4     | 1        | 0        | 0        | 5     | 0     | 0     | 0        | 0     | 0     | 1     | 0     | 0     | 6     | 0        | .250  | .294     | .313     | .669  |
| 2013       | ロッテ     | 56    | 128   | 106   | 8     | 21    | 4        | 0        | 0        | 25    | 7     | 1     | 0        | 9     | 1     | 10    | 0     | 2     | 26    | 0        | .198  | .277     | .236     | .513  |
| 2014       | ロッテ     | 42    | 96    | 87    | 12    | 26    | 5        | 0        | 1        | 34    | 5     | 0     | 0        | 2     | 0     | 7     | 0     | 0     | 21    | 2        | .299  | .351     | .391     | .742  |
| 2016       | ロッテ     | 17    | 41    | 32    | 4     | 6     | 1        | 0        | 0        | 7     | 2     | 0     | 0        | 2     | 1     | 4     | 0     | 2     | 13    | 0        | .188  | .308     | .219     | .526  |
| 2017       | ロッテ     | 4     | 7     | 7     | 0     | 0     | 0        | 0        | 0        | 0     | 0     | 0     | 0        | 0     | 0     | 0     | 0     | 0     | 1     | 0        | .000  | .000     | .000     | .000  |
| 2018       | ロッテ     | 1     | 2     | 2     | 0     | 0     | 0        | 0        | 0        | 0     | 0     | 0     | 0        | 0     | 0     | 0     | 0     | 0     | 1     | 0        | .000  | .000     | .000     | .000  |
| 通算：10年 | 通算：10年 | 177   | 375   | 330   | 29    | 76    | 13       | 1        | 1        | 94    | 27    | 1     | 0        | 13    | 3     | 24    | 0     | 5     | 93    | 3        | .230  | .290     | .285     | .575  |

### 年度別守備成績
| 年 度 | 球 団  | 捕手  | 捕手  | 捕手  | 捕手  | 捕手  | 捕手     | 捕手  | 捕手     | 捕手     | 捕手     | 捕手     | 一塁  | 一塁  | 一塁  | 一塁  | 一塁  | 一塁     |
| 年 度 | 球 団  | 試 合 | 刺 殺 | 補 殺 | 失 策 | 併 殺 | 守 備 率 | 捕 逸 | 企 図 数 | 許 盗 塁 | 盗 塁 刺 | 阻 止 率 | 試 合 | 刺 殺 | 補 殺 | 失 策 | 併 殺 | 守 備 率 |
| ----- | ------ | ----- | ----- | ----- | ----- | ----- | -------- | ----- | -------- | -------- | -------- | -------- | ----- | ----- | ----- | ----- | ----- | -------- |
| 2008  | ロッテ | 13    | 77    | 7     | 2     | 0     | .977     | 0     | 10       | 8        | 2        | .200     | -     | -     | -     | -     | -     | -        |
| 2009  | ロッテ | 2     | 2     | 0     | 0     | 0     | 1.000    | 0     | 0        | 0        | 0        | ----     | -     | -     | -     | -     | -     | -        |
| 2010  | ロッテ | 4     | 2     | 0     | 0     | 0     | 1.000    | 0     | 0        | 0        | 0        | ----     | -     | -     | -     | -     | -     | -        |
| 2011  | ロッテ | 8     | 9     | 1     | 0     | 0     | 1.000    | 0     | 1        | 0        | 1        | 1.000    | -     | -     | -     | -     | -     | -        |
| 2012  | ロッテ | 8     | 25    | 2     | 0     | 0     | 1.000    | 0     | 5        | 4        | 1        | .200     | -     | -     | -     | -     | -     | -        |
| 2013  | ロッテ | 53    | 245   | 21    | 4     | 1     | .985     | 4     | 27       | 21       | 6        | .222     | -     | -     | -     | -     | -     | -        |
| 2014  | ロッテ | 28    | 121   | 16    | 1     | 4     | .993     | 2     | 17       | 12       | 5        | .294     | 7     | 23    | 2     | 0     | 0     | 1.000    |
| 2016  | ロッテ | 15    | 70    | 4     | 0     | 1     | 1.000    | 1     | 6        | 6        | 0        | .000     | -     | -     | -     | -     | -     | -        |
| 2017  | ロッテ | 1     | 9     | 1     | 1     | 1     | .909     | 0     | 4        | 3        | 1        | .250     | -     | -     | -     | -     | -     | -        |
| 2018  | ロッテ | 1     | 2     | 0     | 0     | 0     | 1.000    | 0     | 0        | 0        | 0        | ----     | -     | -     | -     | -     | -     | -        |
| 通算  | 通算   | 133   | 562   | 52    | 8     | 7     | .987     | 7     | 70       | 54       | 16       | .229     | 7     | 23    | 2     | 0     | 0     | 1.000    |

### 記録
初記録
- 初出場：2008年5月9日、対東北楽天ゴールデンイーグルス7回戦（千葉マリンスタジアム）、2回表に橋本将に代わり捕手で出場
- 初打席：同上、2回裏に岩隈久志から空振り三振
- 初安打・初打点：同上、6回裏に岩隈久志から左前適時打
- 初先発出場：2008年5月11日、対東北楽天ゴールデンイーグルス8回戦（千葉マリンスタジアム）、9番・捕手で先発出場
- 初盗塁：2013年9月30日、対北海道日本ハムファイターズ24回戦（QVCマリンフィールド）、9回裏に二盗（投手：多田野数人、捕手：大野奨太）
- 初本塁打：2014年7月27日、対埼玉西武ライオンズ14回戦（西武ドーム）、6回表に岸孝之から右越ソロ

### 背番号
- 62（2003年 - 2013年）
- 25（2014年[4] - 2018年）
- 73（2019年[9] - ）

### 登場曲
- 「カーニバル」ケツメイシ（2008年）
- 「Miss Me」Mohombi feat. Nelly（2011年4月 - 同年7月、2012年3月 - 5月）
- 「Party Rock Anthem (feat. Lauren Bennett & GoonRock)」LMFAO（2011年7月 - 2012年3月）
- 「On the Floor (feat. Pitbull)」Jennifer Lopez（2012年5月 - 2013年5月）
- 「夢見る少女じゃいられない」相川七瀬（2013年5月 - 2014年5月）
- 「Let It Go～ありのままで～」May J.（2014年5月 - 同年8月）
- 「ONLY YOU 君と夏の日を」TUBE（2014年8月 - 2015年5月）
- 「Limbo」Daddy yankee（2015年5月 - 2016年9月）
- 「Jumpin' Up (Jump)」Sushy（2016年9月 - ）